# Финес и Ферб (сезон 5)
Пятый сезон мультсериала «Финес и Ферб» был официально анонсирован 13 января 2023 года. 5 сезон происходит через год после событий прошлых сезонов, следовательно все персонажи станут старше на год. Все оригинальные актёры озвучки вернулись к своим ролям (кроме голоса Ферба и Джереми).
Изначально планировалось выпустить сезон в 2024 году, однако было решено перенести его на 2025 год.
Посмотреть мультсериал можно на канале Disney Channel и Disney XD, а также по подписке Disney+.

## Производство
13 января 2023 года Disney Branded Television анонсировал на церемонии Ассоциации телевизионных критиков в Нью-Йорке, что сериал вернётся в двух сезонах, каждый из которых содержит по 20 эпизодов (по 2 серии в каждом), а Дэн Повенмайр вернётся в качестве исполнительного продюсера.
18 июля 2024 года аниматор Дэн Повенмайр объявил о завершении работы над сценарием пятого сезона.
2 октября 2024 года было объявлено что работа над первым эпизодом полностью завершена.
7 февраля 2025 года Дэн Повенмайр сообщил что премьера 5 сезона состоится летом 2025 года.
3 апреля 2025 года вышел первый трейлер пятого сезона.
21 мая 2025 года вышли первые 4 минуты эпизода Summer Block Buster.
26 мая 2025 года вышел расширенный тизер эпизода Summer Block Buster.
5 июня 2025 года на канале Disney вышли первые две серии пятого сезона, на следующий день первые 10 эпизодов появились на Disney+.

## Эпизоды
| № общий | № в сезоне | Название                                                                   | Режиссёр                  | Автор сценария              | Премьера       | Премьера    | Код  |
| № общий | № в сезоне | Название                                                                   | Режиссёр                  | Автор сценария              | Disney Channel | Disney+     | Код  |
| --- | ---------- | -------------------------------------------------------------------------- | ------------------------- | --------------------------- | -------------- | ----------- | ---- |
| 223 | 1          | «Летний Блокбастер (часть 1)» «Summer Block Buster»                        | Эмбер Торнквист Холлингер | Скотт Питерсон              | 5 июня 2025    | 6 июня 2025 | 501a |
| В последний день учёбы Финес, Ферб и их друзья придумывают идеи для вечеринки в честь начала летних каникул, в то время как Кэндис с нетерпением жаждет их прижучить. Тем временем Перри узнаёт, что доктор Хайнц Фуфелшмертц снова стал злым и решает испарить всё, что его раздражает с помощью своего испарителинатора, который случайно попадает в Линду и превращает её в пар. |            |                                                                            |                           |                             |                |             |      |
| 224 | 2          | «Облачно, возможно появление мамы (часть 2)» «Cloudy with a Chance of Mom» | Крис Ибарра               | Скотт Питерсон              | 5 июня 2025    | 6 июня 2025 | 501b |
| Финес, Ферб и их друзья, а также Кэндис обнаруживают, что Линда превратилась в облако. Финес и Ферб преследуют её, помогая ей избежать различных преград, в то время как Бьюфорд и Изабелла находят инатор, выпавший из шара Фуфелшмертца и затем приносят его Балджиту, чтобы он мог обратить его действие вспять. Кэндис обращается к Линде, возвращая её домой, чтобы они могли вернуть её в нормальное состояние. Перри спасает день, замкнув блок питания, и семья Флинн-Флетчер делает семейную фотографию. |            |                                                                            |                           |                             |                |             |      |
| 225 | 3          | «Аппетит к приключениям» «Appetite for Adventure»                          | Джеймс Ким                | Оскар Лемус и Джошуа Прюитт | 5 июня 2025    | 6 июня 2025 | 502a |
| Финес и Ферб строят подводную лодку из сэндвича с подводной лодкой и отправляются на дно Марианской впадины со своими друзьями, где они натыкаются гигантское морское существо и сбегают от него, используя спасательную капсулу в качестве отвлекающего манёвра. Инатор Фуфелшмертца, крадущий еду со всего Дэнвилла, в итоге тащит его самого через весь пляж, засыпая подводную лодку Финеса и Ферба песком. |            |                                                                            |                           |                             |                |             |      |
| 226 | 4          | «Лицензия на прижучивание» «License to Bust»                               | Эмбер Торнквист Холлингер | Ким Роберсон                | 5 июня 2025    | 6 июня 2025 | 502b |
| Финес и Ферб мастерят гекконовое снаряжение, посмотрев про них документальный фильм. Они прыгают по всему Дэнвиллю, пока Кэндис сдаёт экзамен по вождению. Фуфелшмертц построил инатор, меняющий цвет светофора с красного на зелёный , чтобы он мог добраться домой до того, как его замороженные продукты разморозятся. Перри устраняет последствия образовавшегося хаоса на дороге, пока Кэндис едет за своими братьями и в итоге сдаёт экзамен. |            |                                                                            |                           |                             |                |             |      |
| 227 | 5          | «Высохни, но не сейчас» «Dry Another Day»                                  | TBA                       | TBA                         | 14 июня 2025   | 6 июня 2025 | 503a |
| Финес и Ферб построили гигантскую кольцевую ледяную дорожку и решают прокатиться на ней на санках по всему Дэнвиллу. Доктор Фуфелшмертц привозит кучу масла, сделанного из ягод Дункльберри в аквапарк, высушивает всю воду своим осушителинатром и заменяет её маслом из ягод. |            |                                                                            |                           |                             |                |             |      |
| 228 | 6          | «Разбирая Фуфела» «Deconstructing Doof»                                    | TBA                       | TBA                         | 14 июня 2025   | 6 июня 2025 | 503b |
| У Кэндис и Фуфелшмертца один и тот же психолог, доктор Мосли Шамай, который связывает их истории через присутствие Перри в их жизнях. Следуя этой зацепке, он берет интервью у семьи Флинн-Флетчер и их друзей и посещает Фуфелшмертца, который демонстрирует типичные события дня, которые срывают его планы. Шамай связывает это с исчезновением последнего изобретения мальчиков и делает публичную презентацию своих доказательств. Пока Финес, Ферб и их друзья танцуют в гигантском диско-шаре, Перри мешает разоблачению Шамая, используя самоуничтожителинатор Фуфелшмертца, чтобы уничтожить собранные доказательства. В то же время его осечка отражается на нескольких спутниках и уничтожает диско-шар, выставляя Шамая сумасшедшим. Приглашенная звезда: Брендан Хант в роли психолога Шамая. |            |                                                                            |                           |                             |                |             |      |
| 229 | 7          | «Тропка МакТропкин» «Tropey McTropeface»                                   | TBA                       | TBA                         | 14 июня 2025   | 6 июня 2025 | 504a |
| Финес и ферб построили гигантский зоотроп, который Бьюфорд назвал «Тропкин МакТропкин». Зоотроп укатывается ранним утром после того, как переворачинатор Фуфелшмертца даёт осечку. В это время "Грабитель мам", преступник, крадущий зонтики у матерей, уносит к полицейским зоотроп после того, как он ограбил Линду. Зоотроп катится по городу, и Перри быстро мешает Фуфелшмертцу, поскольку должен успеть к 12:00, когда Кэндис будет его мыть, опрокидывая крышу здания Фуфелшмертца. После своего путешествия и из-за результатов осечки инатора зоотроп взлетает в воздух и отталкивает метеорит от удара по Дэнвиллу, в конечном итоге уничтожая инатор Фуфелшмертца, прежде чем наконец приземлиться рядом с колесом обозрения в парке. Приглашенная звезда: Майкл Бубле в роли самого себя.      |            |                                                                            |                           |                             |                |             |      |
| 230 | 8          | «Библио-Взрыв!» «Biblio-Blast!»                                            | TBA                       | TBA                         | 14 июня 2025   | 6 июня 2025 | 504b |
| Книжный шкаф Лоуренса сломался, и Финес и Ферб строят для него новый. Фуфелшмерц строит Лицерастеньеинатор, чтобы создавать всеядные растения с его лицом, но они нападают на Фуфелшмерца и Перри. Инатор даёт осечку на задний двор Финеса и Ферба, из-за чего им приходится сражаться с появившимися растениями, по итогу съевших книжный шкаф до нормального размера, после чего они уничтожились, так как Перри нажал на кнопку самоуничтожения. |            |                                                                            |                           |                             |                |             |      |
| 231 | 9          | «Чип для ветеринара» «A Chip to the Vet»                                   | TBA                       | TBA                         | 2025           | 6 июня 2025 | 505a |
| Финес и Ферб вместе с мамой решают отвести Перри к ветеринару на осмотр, но Перри должен любой ценой избежать чипирования, так как это сильно помешает его работе. Кэндис присоединяется к ним, чтобы увидеть, как Джереми работает в расположенном неподалёку «Мистер Жмот-Дог», где Фуфелшмерц замечает Перри и решает его чипировать. Финес и Ферб тем временем мастерят приспособление для мойки домашних животных. Приглашённые звёзды: Келли Демпси в роли регистратора, Минди Стерлинг в роли ветеринара. |            |                                                                            |                           |                             |                |             |      |
| 232 | 10         | «Больше чем стажёр» «More Than an Intern»                                  | TBA                       | TBA                         | 2025           | 6 июня 2025 | 505b |
| Финес и Ферб играют в ракетный лякросс, перебрасывая мяч между Дэнвиллом и Африкой с помощью гигантской ракетки. Карл отправляется на подработки, где Фуфелшмерц как раз проворачивает свои злодеяния, докучая людей живой рыбой. Монограмм тем временем просит Карла помочь Агену Пи. Карл устраняет проблемы, которые создаёт Фуфелшмерц в ресторане, на дне рождения и во время доставки пиццы. |            |                                                                            |                           |                             |                |             |      |
| 233 | 11         | «Аврора Перри-Элис» «The Aurora Perry-Alis»                                | TBA                       | TBA                         | 2025           | 2025        | 506a |
| Семья Флинн-Флетчер отправляются в круиз, чтобы увидеть «Аврора Перри-Элис», но этому мешает облачность. Финес и Ферб используют шарики с гелием , чтобы поднять корабль над облаками и увидеть полярное сияние. Тем временем Фуфелшмерц использует мобильный портативинатор, чтобы уменьшить и украсть вещи с корабля. |            |                                                                            |                           |                             |                |             |      |
| 234 | 12         | «Повелитель гёрлскаутов» «Lord of the Firesides»                           | TBA                       | TBA                         | 2025           | 2025        | 506b |
| Изабелла проводит собрание гёрлскаутов, чтобы решить, какой вкус кексов принести на ежегодный фестиваль. Перри должен проследить, чтобы Фуфелшмертц продлил лицензию на злодейство. В итоге гёрлскауты не смогли выбрать вкус - ванильный или красный бархат(такого раньше никогда не было)‐ и погрузились в хаос. |            |                                                                            |                           |                             |                |             |      |
| 235 | 13         | «Костюм Кэндис» «The Candace Suit»                                         | TBA                       | TBA                         | 2025           | 2025        | 507a |
| Пока Финес катает Изабеллу на гигантской кузнечике, Кэндис забирает костюмы себя у Бьюфорда, дабы обмануть «мистическую силу». «Остатковозрождинатор» Фуфелшмерца сделал остаток картофельного салата разумным и враждебным и Перри пытается помочь его остановить. В итоге инатор Фуфелшмерца дает осечку в выброшенный костюм Кэндис. |            |                                                                            |                           |                             |                |             |      |
| 236 | 14         | «Агент Т (подросток)» «Agent T (For Teen)»                                 | TBA                       | TBA                         | 2025           | 2025        | 507b |
| Когда прошлым летом Стейси узнала о тайне двойной личности Перри, Перри показал ей обучающее видео о том, как с этим знанием справиться. Вечером Стейси вместе с Кэндис подают еду на симпозиуме врачей и учёных, который посещает Фуфелшмертц и решает объединиться с Доктором Коротышём. Когда Перри поймали в ловушу, Стейси бросилась в погоню и, с ведома Монограмма, использовала свои особые навыки, чтобы проникнуть в штаб-квартиру Л.Ю.Б.О.В.Н.И.Ч.К.И-ов и спасти Перри, получив фетровую шляпу в знак благодарности. |            |                                                                            |                           |                             |                |             |      |
| 237 | 15         | «Галантерейщик» «The Haberdasher»                                          | TBA                       | TBA                         | 2025           | 2025        | 508a |
| 238 | 16         | «Вне характера» «Out of Character»                                         | TBA                       | TBA                         | 2025           | 2025        | 508b |
| 239 | 17         | «Встретимся в Сент-Луисе» «Meap Me in St. Louis»                           | TBA                       | TBA                         | 2025           | 2025        | 509  |
| 240 | 18         | «Никакой пижамной вечеринки» «No Slumber Party»                            | TBA                       | TBA                         | 2025           | 2025        | 510a |
| 241 | 19         | «Баллада о Баббе Фуфе» «The Ballad of Bubba Doof»                          | TBA                       | TBA                         | 2025           | 2025        | 510b |
| 241 | 19         | «Атака костюмов Кэндис» «Attack of Candace Suit»                           | TBA                       | TBA                         | 2025           | 2025        | 511a |
| 241 | 19         | «Ошибка с книгой» «Book Flub»                                              | TBA                       | TBA                         | 2025           | 2025        | 511b |
| 241 | 19         | «Плохие старые времена» «The Bad Old Days»                                 | TBA                       | TBA                         | 2025           | 2025        | 512a |
| 241 | 19         | «Факт о Богомоле» «Mantis Fact!»                                           | TBA                       | TBA                         | 2025           | 2025        | 512b |